# Bob Iger
Robert A. "Bob" Iger (/ˈaɪɡər/; sinh ngày 10 tháng 2 năm 1951), là một doanh nhân người Mỹ, từng là tổng giám đốc điều hành của Công ty Walt Disney từ năm 2005 đến năm 2020, đồng thời là chủ tịch Hội đồng quản trị và chủ tịch điều hành. Ông từng là chủ tịch của Đài truyền hình ABC từ năm 1994 đến 1995 và chủ tịch kiêm giám đốc điều hành của Capital Cities / ABC từ năm 1995 cho đến khi Disney mua lại vào năm 1996. Iger được bổ nhiệm làm chủ tịch và COO của Disney vào năm 2000 và kế nhiệm là Michael Eisner là Giám đốc điều hành vào năm 2005.
Trong suốt 15 năm quản lý công ty, Iger đã mở rộng danh sách tài sản trí tuệ của Disney, mở rộng sự hiện diện của mình trên các thị trường quốc tế và giám sát sự gia tăng vốn hóa thị trường của công ty từ 48 tỷ đô la lên 257 tỷ đô la. Ông đã dẫn đầu các thương vụ mua lại Pixar vào năm 2006 với giá 7,4 tỷ đô la, Marvel Entertainment vào năm 2009 với giá 4 tỷ đô la, Lucasfilm vào năm 2012 với giá 4,06 tỷ đô la và tài sản giải trí của 20th Century Fox vào năm 2019 với giá 71,3 tỷ đô la. Iger cũng mở rộng các khu nghỉ dưỡng công viên giải trí của công ty ở Đông Á, với việc giới thiệu Khu nghỉ dưỡng Disneyland Hồng Kông và Khu nghỉ dưỡng Disney Thượng Hải lần lượt vào năm 2005 và 2016. Ngoài ra, ông cũng là động lực thúc đẩy sự hồi sinh của Walt Disney Animation Studios, chiến lược phát hành thương hiệu cho sản phẩm của hãng phim và việc công ty tăng cường đầu tư vào các hoạt động kinh doanh trực tiếp đến người tiêu dùng, bao gồm Disney+ và Hulu.
Vào ngày 25 tháng 2 năm 2020, Bob Chapek được chỉ định là người kế nhiệm ông làm Giám đốc điều hành Disney. Iger tiếp tục giữ chức vụ điều hành và chủ tịch hội đồng quản trị cho đến khi ông được thay thế bởi Susan Arnold vào ngày 31 tháng 12 năm 2021.

## Đầu đời và giáo dục
Robert Iger sinh ra trong một gia đình gốc Do Thái ở thành phố New York. Ông là con lớn nhất của Mimi (nhũ danh Tunick) và Arthur L. Iger (sinh năm 1926). Cha của ông là một cựu chiến binh Hải quân trong Thế chiến II, người từng là phó chủ tịch điều hành và tổng giám đốc của Greenvale Marketing Corporation, đồng thời cũng là giáo sư về quảng cáo và quan hệ công chúng; anh ta cũng chơi kèn và mắc chứng rối loạn hưng cảm. His mother worked at Boardman Junior High School in Oceanside, New York. Mẹ anh làm việc tại trường trung học Boardman Junior ở Oceanside, New York. Cha của Arthur Joe (tức là ông nội của Bob) là anh trai của họa sĩ hoạt hình Jerry Iger.
Anh lớn lên ở Oceanside, nơi anh theo học tại trường Fulton Avenue và tốt nghiệp trường trung học Oceanside năm 1969. Iger phát triển tình yêu sách từ khi còn nhỏ. Năm 1973, ông tốt nghiệp loại xuất sắc tại Trường Truyền thông Roy H. Park tại Trường Cao đẳng Ithaca với bằng Cử nhân Khoa học về Truyền hình và Phát thanh.